# Air Equator
Air Equator byla letecká společnost se sídlem v Hithadhoo na nejjižnějším atolu Malediv . Provozovala spojení mezi mezinárodním letištěm Gan a dalšími hlavními ostrovy souostroví. Letecká společnost ukončila provoz v srpnu 2005.

## Historie
Letecká společnost byla založena v roce 2003 a obdržela dne 10. října 2004 licenci z Úřadu pro civilní letectví Malediv Air Operator Certificate (AOC). Společnost zahájila provoz dne 15. října 2004 lety z domovského letiště v Gan do hlavního města Malediv Malé .
Leteckou společnost vlastnili A. Faiz a Anup Murthy (60%) a Ziaf Enterprises Maldives (40%). Následně získala většinový podíl SPA Aviation ze Srí Lanky. Od počátku byl Anup Murthy generálním ředitelem společnosti a stanoveným odpovědným ředitelem Maledivského úřadu pro civilní letectví. Byl také zodpovědný za pořízení jediného letadla společnosti.
Provoz společnosti byl ovlivněn vlnou tsunami v Indickém oceánu v roce 2004. Na postižené ostrovy se musela odvézt humanitární pomoc. Jediné letadlo společnosti bylo pronajato médii a tiskem, které v roce 2005 provázely návštěvu tureckého premiéra Recepa Tayyipa Erdoğana. Navštívil ostrovy, aby vyhodnotil poškození vlnou tsunami.
Letecká společnost ukončila všechny lety v květnu 2005. Provoz byl ukončen v srpnu 2005 poté, co se SPA Aviation a A. Faiz dohodly na finanční a správní kontrole. SPA Aviation měla v plánu oživit leteckou společnost, ale nemohla tak učinit.

## Destinace
Air Equator provozoval ze svého domovského letiště v Gan, letišť v Hanimaadhoo, Kaadedhdhoo a Malé. Všechny cíle byly na Maledivách. Nebyly nabízeny žádné mezinárodní lety.

## Flotila
Flotila Air Equator se v lednu 2005 skládala z jediného letadla modelu Fairchild F-27F. Letadlo je stále v barvách Air Equator na louce poblíž mezinárodního letiště Gan.
| typ letadla     | číslo | Registrovaná letadla |
| --------------- | ----- | -------------------- |
| Fairchild F-27F | 1     | 8Q-AEQ               |
| celkově         | 1     |                      |